# اورا واشینگتن
اورا واشینگتن (انگلیسی: Ora Washington؛ 1899 – ۲۱ دسامبر ۱۹۷۱) تنیس‌باز اهل ایالات متحده آمریکا بود.